# Christian Birch-Reichenwald

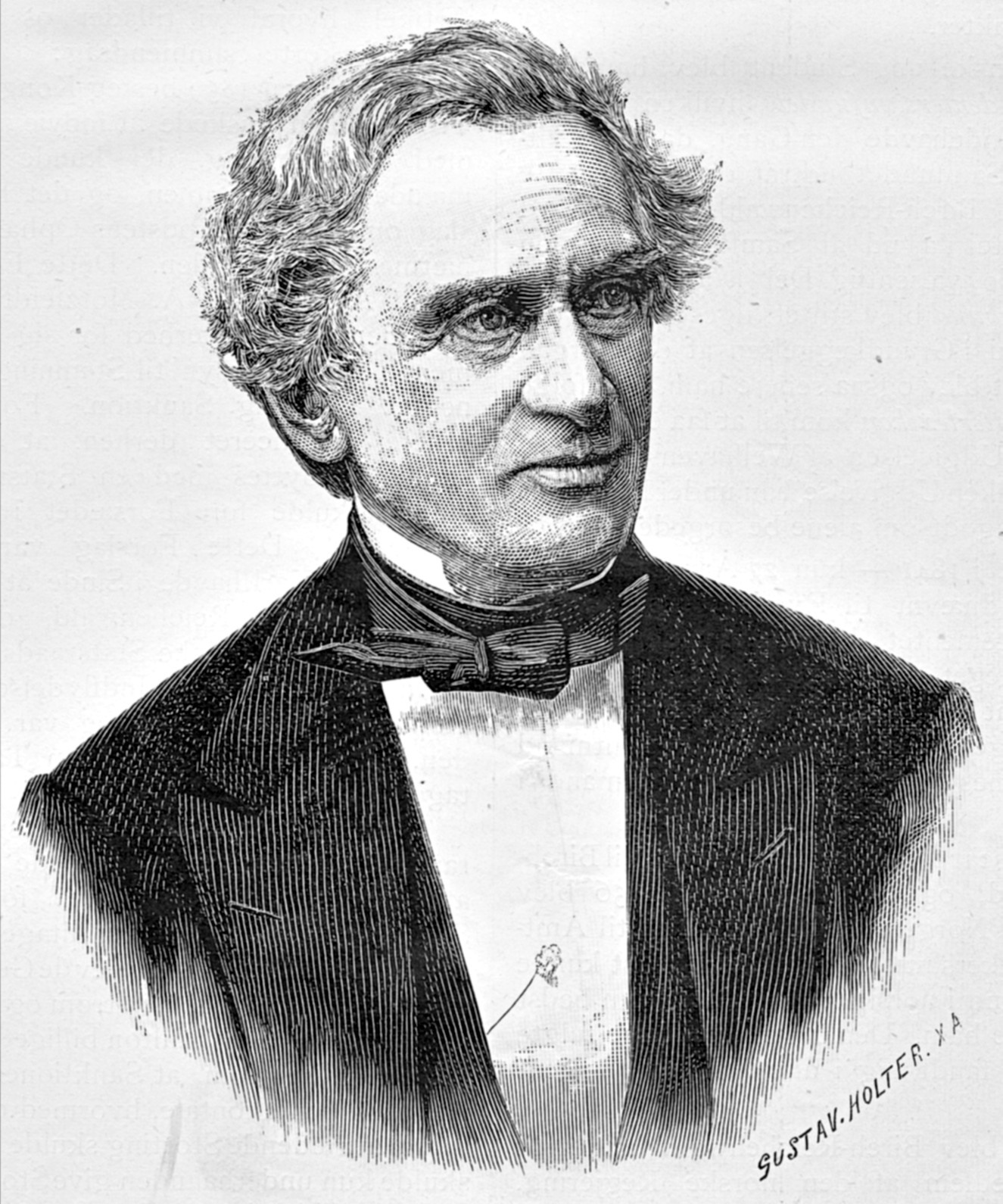
Christian Birch-Reichenwald (Gravur von Gustav Holter, gedruckt im Skilling-Magazin; 1891)

Christian Birch-Reichenwald (* 4. Januar 1814 in Blaker (seit 1. Januar 1962 Ortsteil von Sørum), Akershus; † 8. Juli 1891 in Christiania) war ein norwegischer Politiker.

## Leben
Seine Eltern waren der Premierleutnant und spätere Generalmajor Paul Hansen Birch (1788–1863) und dessen Ehefrau Anna Cathrine Hoffmann Stenersen (1791–1840). Generalmajor Paul Hansen Birch war der Sohn des Immobilienkaufmanns Johan Gottfried Reichenwald und dessen Frau Anne Elisabeth Birch. Sie zog früh mit ihren Kindern zu ihrem Bruder und nahm den Namen Birch an. Christian nahm nach dem Wunsch seines Vaters später dessen Familiennamen Reichenwald an und nannte sich Birch-Reichenwald.

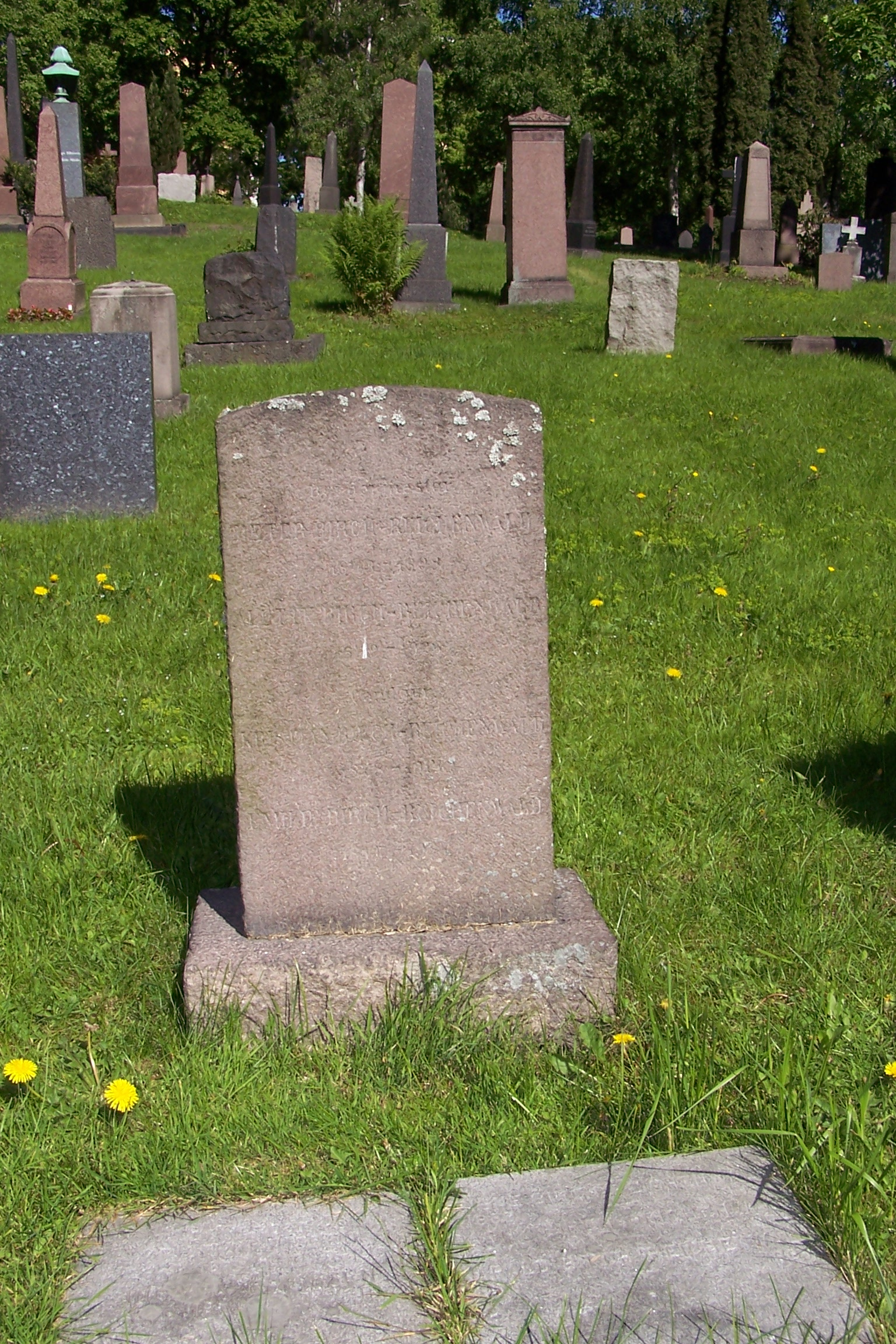
Grab von Christian Birch-Reichenwald.

Christian Birch-Reichenwald verließ 1830 die Kathedralschule in Trondheim. Er bestand das Examen artium mit der Bestnote "laudabilis prae ceteris", (lobenswert vor anderen). Er studierte kurze Zeit in Uppsala, dann aber Jura in Christiania. Hier schloss er sich der Studentengruppe „Intelligensen“ an, dem Kreis um Anton Martin Schweigaard, Frederik Stang und Johan Sebastian Welhaven. In seiner Studienzeit hing Birch-Reichenwald dem Skandinavismus an, allerdings mit der Maßgabe einer freien, selbständigen Entwicklung der einzelnen Länder. Er lehnte sowohl den Gedanken an eine Verschmelzung von Norwegen und Schweden als auch die romantische Hinwendung zu Dänemark ab. Seine politische Richtschnur war und blieb eine klare Abgrenzung Norwegens von Schweden und eine völlige Gleichstellung innerhalb der Union.
Innenpolitisch stand er zwischen der Bauernopposition und der Regierung. Er trat für eine vertrauensvolle Zusammenarbeit zwischen Regierung und Storting ein und war gleichermaßen unzufrieden mit den von der Beamten-Regierung gezeigten Bemühungen für eine solche Zusammenarbeit, wie mit der Verweigerungshaltung der Bauernopposition gegen alle öffentlichen Maßnahmen, die zur Vermehrung der Ausgaben führen konnten.
Am 28. Juni 1838 heiratete er Jacobine Ida Sophie Motzfeldt (* 12. Juni 1812; † 10. April 1880), Tochter des Staatsrats Peter Motzfeldt und dessen Frau Ernesta Birgitte Margrethe Stenersen (1789–1848).
Sein Grab befindet sich auf dem Erlöserfriedhof in Oslo.

## Wirken

### Laufbahn bis zum Statthalterstreit
Nach seinem juristischen Staatsexamen 1834 wurde er Kopist im Justizdepartement 1837 wurde er dort Bürochef.
Dank seiner großen Verwaltungsbegabung machte er rasch Karriere. 1839 kam er ins Kirchendepartement, wo er 1841 im Alter von 27 Jahren Expeditionssekretär 1840–1847 war er Mitredakteur der Departementszeitung. 1843 wurde er Mitglied des Magistrats von Christiania und war 1845 stellvertretender Bürgermeister und 1846 Bürgermeister. 1847 wurde er Amtmann in Smålenene. Er wurde 1848 und 1854 als Delegierter für Moss und Drøbak ins Storting entsandt.
1855 wurde er Amtmann von Akershus. 1857 wurde er Stiftsamtmann im Bistum Christiania. In diesen beiden Funktionen kam es zu einer freundschaftlichen Zusammenarbeit mit Kronprinz Karl, der 1856 Vizekönig von Norwegen geworden war. Als Karl im Jahr darauf die Regierungsgeschäfte von seinem erkrankten Vater übernahm, ernannte dieser Birch-Reichenwald durch Kabinettsumbildung zum Leiter des Justiz-Departements als Nachfolger von Hans Christian Petersen. Er war das jüngste Mitglied des Kabinetts, übte aber gleichwohl einen großen Einfluss aus. Die guten Beziehungen zu König Karl kühlten später deutlich ab.
Diese Kabinettsumbildung führte zu großem Protest in Norwegen. Sie wurde vor allem als Beginn einer eigenmächtigen Regierung des Königs aufgefasst. Dass Birch-Reichenwald weit davon entfernt war, Marionette des Königs zu sein, wurde erst allmählich deutlich. Aber auch Personalfragen waren Thema der Empörung: Die Staatsräte Jørgen Herman Vogt und Frederik Due wurden zum Rücktritt gezwungen. Noch wichtiger war, dass der verdiente Frederik Stang nach seiner überstandenen Krankheit nicht mehr der Regierung angehörte.

### Der Statthalterstreit
Die neue Regierung vertraute darauf, dass Birch-Reichenwald eine Zusage des Regenten erhalten hatte, einen Beschluss des Stortings, das schwedische Statthalteramt in Norwegen aufzuheben, zu bestätigen, was als wesentlicher Schritt für die Gleichstellung der beiden Reiche angesehen wurde. Auch von führenden Mitgliedern der schwedischen Regierung hatte er unter der Hand die Zusicherung erhalten, dass sie einen solchen Beschluss als innernorwegische Angelegenheit betrachten würden. Eine solche schwedische Haltung würde nach Meinung Birch-Reichenwalds ein wesentlich besseres Klima in der Unionspolitik schaffen und den Weg für eine begrenzte Revision der Union freimachen. Als das Storting 1859 den Beschluss zur Aufhebung des Statthalteramtes fasste, erhob sich Protest im schwedischen Reichstag und im Ritterhaus, und eine starke Opposition sah darin den ersten Schritt zur Auflösung der Union. Die Regierung und der König mussten sich beugen und konnten die Zusage nicht einhalten. Der König verweigerte daher die erforderliche Zustimmung. Das führte zu einem im Storting gescheiterten Misstrauensantrag gegen die Regierung, der man mangelnden Widerstand gegen die Entscheidung des Königs vorwarf.
Die schwedische Regierung schlug daraufhin 1861 einen gemeinsamen Unionsausschuss vor. Auf Birch-Reichenwalds Vorschlag wurde dieses Ansinnen von der norwegischen Regierung am 21. Oktober 1861 einstimmig zurückgewiesen. Dabei wurde die selbständige Rechtsstellung Norwegens innerhalb der Union besonders betont. Außerdem hätten führende schwedische Minister wissen lassen, dass der augenblickliche Zustand der Union nicht zur Disposition stünden. Hinzugefügt wurde noch eine Darstellung der norwegischen Sicht der Statthalterfrage. Sie ging im Wesentlichen auf Birch-Reichenwald zurück. Die Erklärung war so scharf formuliert, dass Staatsminister Georg Sibbern sich weigerte, diesen Inhalt beim König vorzutragen, solange dieser Abschnitt über die Statthalterfrage enthalten sei. Die Regierung schwächte die Formulierung ab, lehnte aber eine völlige Streichung ab. So wurde die Sache dem König vorgetragen. Der reagierte mit scharfer Kritik am Ersten Staatsrat Hans Christian Petersen, der daraufhin seinen Rücktritt einreichte. Staatsminister Sibbern folgte ihm darin.

### Die Zeit nach der Regierungsumbildung
Damit musste eine neue Regierung eingesetzt werden. Da sich alle Regierungsmitglieder außer Birch-Reichenwald, Motzfeldt und Petersen für die Streichung der Passage aussprachen, wurde Frederik Stang zum Ersten Staatsrat ernannt. Birch-Reichenwald war nun ohne Amt, bis er 1869 Bezirksrichter in Aker wurde. 1862 wurde er Delegierter im Storting für Christiania, Hønefoss und Kongsvinger. 1862–1866 war er abermals Bürgermeister von Christiania. Während dieser Zeit saß er auch im Lagting und war am Ende sogar dessen Präsident. Aber trotz seiner großen Fähigkeiten spielte er im weiteren politischen Kampf keine Rolle mehr. Dies führte bei ihm zu Depressionen und Verbitterung über die Niederlage seiner Regierung, die er nie verwunden hat. Sein Verhältnis zu Frederik Stang war zwiespältig, aber die erbitterte Feindschaft zwischen seinen Anhängern und den Anhängern Stangs war mehr das Werk von Ketil Motzfeldt.
Die Zeitgenossen und die Nachwelt haben seine zentrale Rolle in dieser bahnbrechenden Zeit sehr unterschiedlich beurteilt. Aber seine bescheidene Ehrlichkeit hat niemand in Abrede gestellt.

## Ehrungen
Birch-Reichenwald erhielt 1860 das Großkreuz des Sankt-Olav-Ordens und 1864 das Großkreuz des schwedischen Nordstjärneordens.